# Lester Bookbinder
Lester Bookbinder (Nova York, 1929 - Londres, 9 de janeiro de 2017) foi um fotógrafo e diretor comercial americano que trabalhou no Reino Unido. Bookbinder trabalhou com Rouben Samberg antes de se mudar para Londres. Ele estabeleceu uma carreira como um proeminente fotógrafo de arte e publicidade de estúdio, mais conhecido por composições complicadas e fotos com efeitos de estúdio. Ele também dirigiu anúncios da Chanel e videoclipes de músicas como Tunnel of Love, Romeu And Juliet e Skateaway para o álbum Making Movies da banda Dire Straits.

## Morte
Lester Bookbinder morreu aos 87 anos em janeiro de 2017 em Londres, Inglaterra.